# Hundszell
Hundszell is een plaats in de Duitse gemeente Ingolstadt, deelstaat Beieren, en telt 2386 inwoners (2006).